# William Lipscomb
William Nunn Lipscomb Jr (Cleveland, 9 dicembre 1919 – Cambridge, 14 aprile 2011) è stato un chimico statunitense specializzato sia in chimica teorica che sperimentale, ed in biochimica.

## Biografia
Nasce a Cleveland, Stati Uniti, ma la sua famiglia si trasferisce a Lexington quando è ancora bambino. Visse in quella città sinché non ricevette la laurea in Chimica conseguita presso l'Università del Kentucky nel 1941. Ha ottenuto il dottorato di ricerca presso il California Institute of Technology nel 1946.
Dal 1946 sino al 1959 ha insegnato presso l'Università del Minnesota. Dal 1959 è diventato professore di Chimica all'Università di Harvard.
Ha dedotto la struttura molecolare dei borani utilizzando tecniche di diffrattometria a raggi X negli anni cinquanta e ha sviluppato le teorie per giustificare il loro particolare tipo di legami. Successivamente ha applicato i medesimi metodi ad ulteriori problemi, inclusa la risoluzione della struttura dei carborani, lavoro in cui diresse la ricerca del futuro premio Nobel Roald Hoffmann. Ricerche successive si focalizzarono sulla struttura atomica delle proteine e sul meccanismo di azione degli enzimi.
È stato un membro dell'Accademia Internazionale di Scienze Quantistiche Molecolari. Il professore Lipscomb è stato anche membro dell'ordine onorario dei colonnelli del Kentucky.
È stato membro della National Academy of Sciences dal 1961, e ha vinto in Premio Nobel per la Chimica nel 1976 per i suoi studi sui borani.
È scomparso nel 2011 all'età di 91 anni.